# Knaphedsrente
Knaphedsrente (engelsk: scarcity rent eller economic rent) er et økonomisk begreb for den del af en indkomst, der betales til en produktionsfaktor ud over dens alternativomkostning, altså det beløb, der er nødvendigt for at fastholde dens brug.
Eksistensen af en knaphedsrente skyldes altid en naturlig eller kunstigt skabt eksklusivitet. Ejerskabet til et patent skaber således en juridisk frembragt knaphed, som giver anledning til, at det patenterede produkt kan sælges for en særlig høj pris og dermed indbringe patent-ejeren en knaphedsrente. Licens og koncessioner og alle former for monopoler kan tilsvarende give anledning til en knaphedsrente. Det gælder også fagforeninger og lav, der danner monopoler af arbejdstagere og kan udnytte denne knaphed i form af en højere resulterende løn til medlemmerne. Inden for landbrug og en række andre produktionsområder er der en knaphedsrente knyttet til brugen af naturressourcer. For landbrugsjord og anden jords vedkommende kaldes knaphedsrenten mere specifikt for jordrente. I forbindelse med andre naturressourcer taler man om en ressourcerente knyttet til udnyttelsen af ressourcen. Der er således en betydelig ressourcerente forbundet med udvindingen af olie og gas i Nordsøen (og alle andre steder, hvor der finder produktion sted). Den er lig med den værdi, som den udvundne ressource har, efter at man har fratrukket alle omkostningerne ved selve udvindingen.
Ideen om en generel knaphedsrente udvikledes ikke mindst ud fra David Ricardos tidligere teorier om jordrente, der har nydt stor interesse blandt økonomer, nærmest lige siden Ricardo oprindelig udviklede dem for flere hundrede år siden.